# Herman Cedercreutz
Herman Cedercreutz, Herman Tersmeden (ur. 13 lutego 1684, zm. 24 listopada 1754 w Sztokholmie) – szwedzki radca państwowy i dyplomata.

## Pochodzenie
Herman Cedercreutz urodził się jako Herman Tersmeden. Jego rodzicami byli Reinhold Tersmeden i Christina Börstelia. Gdy jego ojciec zmarł w 1698, matka poślubiła namiestnika prowincji (landshövding) Jonasa Folkerna, który w roku 1711 został uszlachcony jako Jonas Cedercreutz, które to nazwisko przejął potem Herman. W roku 1719 obaj zostali uhonorowani tytułem barona.

## Kariera
Po nauce jako praktykant (auskultant) w Sądzie Nadwornym (Svea hovrätt) młody Herman Tersmeden został, razem z hrabią Andersem Leijonstedtem, wysłany w misję dyplomatyczną do Berlina, gdzie przebywali do 1707 roku, po czym król Karol XII przywołał go do Altranstädt w Saksonii, by służył jako sekretarz Aleksandrowi Sobieskiemu. W roku 1709 Stanisław Leszczyński polecił mu wyruszyć ze Stralsundu do Bendery, gdzie Cedercreuz pracował w królewskiej kancelarii polowej, odwiedzając w celach dyplomatycznych Konstantynopol i Adrianopol.
Herman Cedercreutz powrócił w 1715 do Szwecji, gdzie w roku 1719 został członkiem Rady Wojennej (Krigsråd). W latach 1722–1727 był posłem w Petersburgu, gdzie zdobył zaufanie carycy Elżbiety I. W roku 1727 został sekretarzem stanu, w 1736 prezydentem Kommerskollegium, a w 1742 radcą stanu (Riksråd).
Posiadał wiele odznaczeń, m.in.: Order Królewski Serafinów i rosyjski Order Aleksandra Newskiego.

## Misje dyplomatyczne

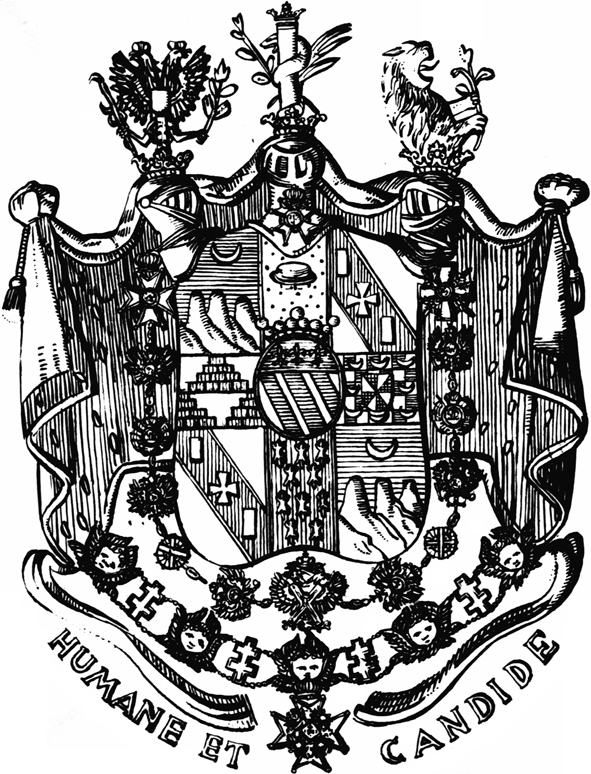
Herb Hermana Cedercreutza z Królewskim Orderem Serafinów i rosyjskim Orderem św. Andrzeja Apostoła Pierwszego Powołania

Herman Cedercreutz popierał jako radca politykę odprężenia, którą realizował minister Arvid Horn, a po upadku tegoż, przeszedł do partii zwolenników Horna Mösspartiet.
W roku 1743 Cedercreuz i Erik Mathias von Nolcken negocjowali warunki, na jakich miał być zawarty traktat w Åbo. Dzięki jego staraniom udało się wówczas utrzymać Nyland przy Szwecji.
W latach 1744–1745 jako największy ekspert od spraw rosyjskich znów był posłem w Petersburgu, by omówić kwestie związaną z rozejmem.

## Rodzina
Cedercreutz był dwukrotnie żonaty, pierwszą jego żoną została w 1721 Märta Beata Posse (1691–1738), drugą zaś w roku 1750 Maria Campbell (1721–65). Jedyna córka Christina urodzona w 1722 nie przeżyła.